# NGC 6199
NGC 6199 est une étoile située dans la constellation d'Hercule. L'astronome allemand Albert Marth a enregistré la position de cette étoile le 9 juillet 1864.
Cette étoile est désignée comme 2MASS J16392895+3603321 par la base de données Simbad. Selon de récentes mesures effectuées par le satellite Gaia, elle se situe à 2 386 ± 145 pc (∼7 780 al) du système solaire.